# Ценуроз
Ценуроз (лат. Coenurosis) — преимущественно хроническое заболевание, проявляющееся характерными симптомами нарушений координации движений, вызываемое гельминтозом из группы цестодозов вида Taenia multiceps, характеризуется поражением головного, реже спинного мозга.

## Возбудитель
Личинка цестоды, относится к семейству Taeniidae вида Multiceps multiceps (Coenurus cerebralis). Имеют вид тонкостенных водяных пузырей размером от горошины до куриного яйца. Стенка ценуруса тонкая, просвечивающаяся, двухслойная. На внутренней оболочке пузыря группами располагаются плотно прилегающие друг к другу довольно крупные сколексы на различных стадиях развития.
Хоботки сколексов вооружены двумя рядами хитиновых крючьев.

## Этиология. Эпизоотология
Человек заражается редко, при контакте с собаками.
Личинки Multiceps multiceps локализуются в головном мозге, вызывая его очаговые поражения; личинки Multiceps serialis и Multiceps brauni вызывают образование опухолевидных разрастаний под кожей, в мышцах, в брюшной и грудной полостях.
Ценуроз головного и спинного мозга вызывают, как правило, Coenurus cerebralis — личиночная стадия (ценур) ленточного червя Multiceps multiceps, реже С. serialis — личиночная стадия М. serialis, C. brauni и С. glomeratus. Ценуры последних трех видов локализуются в межмышечной соединительной ткани, подкожной клетчатке, брюшной или грудной полости, глазу.
Заражение человека (промежуточный хозяин) возможно при употреблении пищи и воды, загрязненных инвазированными животными — окончательными хозяевами. Особенно опасен контакт людей с больными собаками, на шерсти и языке которых могут быть яйца гельминтов. Также факторами передачи являются: трава, вода, почва, загрязненные члениками или отдельными яйцами паразита.
Болезнь распространена повсеместно.

## Цикл развития
Собаки, волки и другие плотоядные, инвазированные цестодами, выделяют во внешнюю среду с фекалиями зрелые членики, набитые яйцами. В свежевыделенных испражнениях членики интенсивно сокращаются, выбрасывая многочисленные яйца. Последних заглатывают овцы с травой, а также с почвой, вылизывая ягнят. В кишечнике овец и других восприимчивых животных онкосферы сбрасывают эмбриофор, проникают в толщу слизистой оболочки, а затем в кровь и разносятся во все органы и ткани животных. Приживляются и развиваются в ценурусов лишь те из них, которые оседают в головном и спинном мозге. Здесь не ранее, чем через 3 месяца (весеннее заражение; 6 мес. осеннее заражение) после заражения формируются ценурусы. При поедании собаками и волками головного или спинного мозга овец (и других животных) сколексы этого паразита присасываются к слизистой оболочке кишечника этих плотоядных, от шейки сколексов отрастают многочисленные членики, и паразит через 1,5—2,5 мес. достигает полного развития.
Ценурусы в головном мозге прирезанных овец нестойки, сколексы в них погибают через 3 дня при температуре +22—25 С, через 6 дней при +1—9 С, а также в случаях полного промерзания в них жидкости. Половозрелые стадии цестоды паразитируют в кишечнике основного хозяина до полугода (реже год и более). Яйца обычно перезимовывают на пастбище, но относительно быстро (через 3—4 дня) гибнут при высыхании и при воздействии на них прямых солнечных лучей.

## Патогенез
Ценуроз головного мозга проявляется головной болью, часто приступообразной, иногда сопровождающейся рвотой, болями в области шеи, позвоночника, слабостью, потливостью, апатией. Постепенно слабость нарастает, появляются гиперкинезы, атаксия, дезориентация во времени и пространстве, возможны потеря сознания, парезы, эпилептиформные припадки. Объективно отмечают очаговую потерю чувствительности, положительный симптом Кернига, ригидность затылочных мышц, застойные соски зрительных нервов. Повышается давление цереброспинальной жидкости; нередко в ней увеличиваются содержание белка и число лимфоцитов. При локализации ценура в желудочках головного мозга развивается синдром Брунса — приступы резкой головной боли, сопровождающиеся головокружением, побледнением или покраснением кожи, потливостью, нарушениями дыхания, брадикардией, нередко потерей сознания, тоническими судорогами. При локализации паразита в спинном мозге возможны спастическая параплегия, расстройства функций тазовых органов и др. При внутриглазной локализации ценура отмечаются боли в глазу, экзофтальм, снижение или потеря зрения, повышение внутриглазного давления.
В случаях заражения человека С. serialis паразит чаще располагается в подкожной клетчатке, межмышечной соединительной ткани, где пальпируется опухолевидное образование размером от 1 до 8 см, реже — в брюшной полости.

## Патологоанатомические изменения
Воспалительные изменения при ценурозе развиваются в перифокальной и даже в отдаленной зоне(распространяются даже на другое полушарие мозга). Они имеют эксудативный или пролиферативный характер. В веществе головного мозга, прилегающего к ценурусному пузырю, наблюдаются некробиотические процессы. Иногда у овец ценурусные пузыри обнаруживают в мышцах или подкожной клетчатке в области шеи, лопатки, крестца и брюшной полости, которые появляются после заражения этих животных другим видом цестоды.

## Течение и симптомы
Заболевание проявляется примерно через 2—3 нед. после заражения. У некоторых больных ягнят отмечают пугливость, скрежетание зубами, тонические и клонические судороги, кружение, в сосках зрительных нервов обнаруживают отёк и точечные кровоизлияния. Признаки возбуждения периодически повторяются. Отдельные ягнята при этом погибают, но у большинства животных перечисленные признаки исчезают. Затем через 2—6 мес. начинают проявляться типичные симптомы вертячки, и болезнь переходит в заключительную стадию. Когда ценурусы локализуются в лобных долях мозга, животные стоят с опущенной головой, упираясь в какой-либо предмет или бегут вперёд. Зрачок соответственной стороны поражения мозга расширен. При прощупывании этой части черепа иногда ощущается истончение костей. При нахождении ценуруса в височно-теменной доле мозга отмечают круговые (манежные) движения овец в сторону пораженной доли. Если ценурусы локализуются в затылочной доле, овцы поднимают голову, запрокидывают её на спину, пятятся назад или падают при явлениях судорог мышц спины и шеи; если в мозжечке — нарушается координация движения и развивается парез конечностей; если в спинном мозге — появляется шаткая походка, легкое нажатие на крестец вызывает болезненность, овцы падают. При всех описанных симптомах вертячки прогноз неблагоприятный.

## Лечение
Диагноз устанавливают на основании клинической картины, данных эпидемиологического анамнеза (контакт с собаками, др. животными) и результатов дополнительных методов исследования, окончательный диагноз возможен лишь при оперативном вмешательстве (выделяют ценур и направляют в паразитологическую лабораторию).
Лечение оперативное — удаление паразитарной кисты, химиотерапия празиквантелом,  десенсибилизирующая терапия.
У овец. В полость ценуруса инъецируют 5% настойку йода. Предварительно из пузыря отсасывают жидкость, а затем, не вынимая иглы, в пузырь вводят 3 мл раствора йода. Применяют также удаление ценуруса с помощью троакара. На месте истончения костей черепа обрабатывают операционное поле, затем делают разрез, после чего вводят троакар вместе со стилетом в полость пузыря, прокалывая перед этим кость. На свободный конец троакара надевают кусок резинового шланга длиной 2—3 см. После введения троакара в полость стилет вынимают и жидкость вытекает наружу. Остатки её высасывают шприцем. При этом засасывается и оболочка ценуруса, которую захватывают пинцетом и, постепенно скручивая, подтягивают к себе до полного извлечения, а рану обрабатывают.